# Aléxandros Diákos
Pour les articles homonymes, voir Diakos.
Aléxandros Diákos, en grec moderne : Αλέξανδρος Διάκος (1911-1940) est un militaire grec. Il est le premier officier de l'Armée grecque à tomber au combat, sur le front gréco-albanais, durant la Seconde Guerre mondiale.

## Biographie
Aléxandros Diákos naît en 1911 sur l'île de Chálki, dans le Dodécanèse occupé par les Ottomans. Il grandit à Rhodes où il termine ses études secondaires.
En 1930, il entre à l'école des Évelpides, d'où il sort diplômé en 1934 en tant que lieutenant d'infanterie. Il est alors affecté au 4e régiment d'infanterie de Larissa. En 1937, il est détaché dans l'armée de l'air et après deux ans d'études, il obtient le diplôme d'observateur aérien.
Pendant la guerre italo-grecque, il commande la deuxième compagnie du 1er bataillon du 4e régiment d'infanterie de Larissa. Son bataillon est l'une des premières unités à se précipiter pour renforcer le détachement mixte du Pinde, qui subiit le gros de l'attaque italienne. Le 31 octobre 1940, lui et sa compagnie campent dans le petit village de Zoúzouli, près de Kastoriá.
Le 1er novembre, il reçoit l'ordre de contre-attaquer avec son unité et d'occuper Tsoúka, une montagne escarpée qui s'élève à l'ouest de Zoúzouli. C'est à l'occasion de ce combat qu'il est fauché par une mitrailleuse italienne, faisant de lui le premier officier grec à tomber sur le champ de bataille dans les montagnes du Pinde.
Le corps d'Aléxandros Diákos est transféré et enterré dans le petit cimetière de Zoúzouli. L'État grec honore l'officier héroïque, le promeut au grade de capitaine. Des rues portant son nom existent dans les villes de Rhodes, Athènes, Larissa, Ioánnina et Tripoli. Une statue de lui est érigée dans la ville de Rhodes et un buste se trouve à l'entrée de Samarine ; chaque année, le 28 octobre, une gerbe y est déposée en sa mémoire, ainsi que sur la colline du prophète Elias Foúrkas où, chaque année, le 20 juillet, lors des célébrations de la Femme du Pinde, les bustes du colonel Konstantínos Davákis (el) et du lieutenant Aléxandros Diákos sont couronnés. 